# Каспутис, Артурас Антанович
Артурас Антанович Каспутис (лит. Artūras Kasputis, род. 22 февраля 1967 года, Клайпеда, Литовская ССР) — советский и литовский трековый и шоссейный велогонщик, олимпийский чемпион 1988 года в командном преследовании на треке. Заслуженный мастер спорта СССР (1988).
На Олимпийских играх в Сеуле четверка в составе Вячеслав Екимов, Артурас Каспутис, Дмитрий Нелюбин, Гинтаутас Умарас завоевала золотые медали в командной гонке преследования. 
Каспутис профессионально занимался велоспортом с 1992 по 2002 год, после чего стал менеджером в этом виде спорта.